# Caenolanguria
Caenolanguria é um género de coleópteros da família Erotylidae.